# 前田 (札幌市)
前田（まえだ）は、北海道札幌市手稲区にある地区である。新川以北の区域は手稲前田と町名が分かれているが本項で併せて説明する。

## 地理
石狩平野の西部にあり、全体が平地である。地勢的に新川をはさんで二つに分けられ、稲積橋、新川中央橋、前田森林公園橋、第一新川橋の4つの橋で結ばれる。
新川の南西の地区は、北西と南東に尖った平行四辺形、あるいはダイヤのマークの形をしており、北辺が新川、東辺が中の川、南辺が函館本線、西辺が樽川通と手稲土功川で区切られる。東西の辺は南北にまっすぐだが、南北の辺は45度傾く。この地区はほぼ全部が住宅地・商業地である。南西角に手稲駅、その正面に手稲区役所があり、このあたりが手稲区の中心と言える。駅前から離れた前田地区の中央にも大型店舗が集まる商店街がある。
新川の北東の地区は、川にそって北西から南東に長い長方形である。南西の長辺は前田地区に続き、南東辺は発寒川を隔てて札幌市の北区に隣接する。北東の長辺は前田通を境に石狩市花川と、またこれに続く樽川西3線という道路を境に石狩市樽川と接する。残る北西辺は、国道337号を境に小樽市銭函に接する。この地区は、大部分が工場、畑、荒地である。住宅地は南東の一部にしかない。
地区は条・丁目で区分される。札幌市の中心がある南東方向に向かって並ぶように細長く短冊状に分け、その各片を南から前田1条、2条・・・と10条まで作る。条の中を、札幌の中心に近い方から前田1条1丁目、前田1条2丁目と丁目をわりふる。同じ番号の丁目が隣り合うようにしているため、前田1条と前田2条を除けばみな丁目の番号が途中から始まる。前田3条は3丁目から、前田4条は4丁目からといった具合である。条・丁目が敷かれるのは新川の南西側で、北東側には住宅地がある南東の一部にだけ前田11条から前田13条がある。残りは条・丁目なしの「手稲前田」である。

### 河川
- 新川
- 中の川

- 追分川
- 三樽別川

- 軽川
- 旧軽川

- 手稲土功川
- 発寒川

- 前田川

### 地区内町名
| 町丁                                 | 郵便番号 |
| ------------------------------------ | -------- |
| 前田1条1丁目～12丁目                 | 006-0811 |
| 前田2条1丁目～4丁目、7丁目〜13丁目   | 006-0812 |
| 前田3条3丁目～4丁目、7丁目〜10丁目   | 006-0813 |
| 前田4条4丁目〜15丁目                 | 006-0814 |
| 前田5条4丁目〜15丁目                 | 006-0815 |
| 前田6条5丁目〜15丁目                 | 006-0816 |
| 前田7条6丁目〜15丁目、17丁目〜18丁目 | 006-0817 |
| 前田8条8丁目〜15丁目、17丁目〜19丁目 | 006-0818 |
| 前田9条9丁目〜19丁目                 | 006-0819 |
| 前田10条9丁目〜20丁目                | 006-0820 |
| 前田11条10丁目                       | 006-0821 |
| 前田12条10丁目                       | 006-0822 |
| 前田13条10丁目                       | 006-0823 |
| 手稲前田○番地                        | 006-0829 |

## 歴史
官営幌内鉄道（現在は函館本線）が当地に手稲駅（当時は軽川停車場）を作ったのは1881年（明治14年）であるが、当時は軽川と呼ばれ前田とは呼ばれていなかった。前田利嗣が1895年（明治28年）に当地に農場を作ったのが前田地区の始まりである。もともと前田地区は泥炭地であり農耕には適していなかったので、酪農が中心となった。これが前田農場である。その後前田農場は大正時代に経営に行き詰まり、1935年（昭和10年）までにこの地区の農地をすべて小作人に譲ることが完了し、1946年（昭和21年）には結局廃業した。ちなみに、前田が地名になったのは1942年（昭和17年）である。その後、1960年（昭和35年）ごろまでは農業地帯であったが、それ以降住宅地として急速に発展し、2006年（平成18年）現在では前述の通り、手稲区の人口の三割弱が住むまでになっている。1967年（昭和42年）に北海道工業大学（現・北海道科学大学）、1974年（昭和49年）に北海道札幌手稲高等学校が開学。商業地としての発展も著しく、1983年（昭和58年）には前田中央商店街振興組合が結成されている。また、手稲稲積公園・前田森林公園が整備された。1986年（昭和61年）に函館本線稲積公園駅が開業し、1998年（平成10年）には北海道札幌高等養護学校が開学した。

## 交通

### 鉄道
北海道旅客鉄道（JR北海道）の函館本線が地区の南西辺を走り、手稲駅と稲積公園駅を置く。

### 道路
主な道路は、北西 - 南東、北東 - 南西と、45度傾いた状態で碁盤の目をなして直交し、南西部分の東と西にだけ、地区境界にそって南北に走る道路がある。地区の南西部分を南東から北西に貫く北海道道452号下手稲札幌線（下手稲通）が、札幌市中心部に直結するもっとも重要な道路である。北東部で同じ役割を果たすのは北海道道125号前田新川線（新川通）で、新川右岸を走る。
これらに直交して手稲駅付近で函館本線を超え、新川中央橋を渡って石狩市方面に通じるのが、北海道道44号石狩手稲線である。「地理」の項目で記した地区中央の商店街は、452号と44号の交差点付近にある。稲積公園駅のそばでは、富丘通が函館本線を越え、452号に突き当たる。
- 一般国道
  - 国道337号（道央新道・道央圏連絡道路）
- 主要道道
  - 北海道道44号石狩手稲線（石狩手稲通）
  - 北海道道125号前田新川線（新川通）
- 一般道道
  - 北海道道452号下手稲札幌線（下手稲通）
- 市道
  - 樽川通
  - 手稲駅西通

## 教育

### 大学
- 北海道科学大学（前田7-15）

### 高等学校
- 北海道札幌手稲高等学校（手稲前田）
- 北海道科学大学高等学校（前田7-15）

### 中学校
- 札幌市立稲積中学校（前田4-5）
- 札幌市立前田中学校（前田7-13）
- 札幌市立前田北中学校（前田10-15）

### 小学校
- 札幌市立稲積小学校（前田5-7）
- 札幌市立手稲鉄北小学校（前田2-12）
- 札幌市立前田小学校（前田6-11）
- 札幌市立前田北小学校（前田10-18）
- 札幌市立前田中央小学校（前田8-12）

### 特別支援学校
- 北海道札幌高等養護学校（手稲前田）

### 図書館
- 北海道科学大学附属図書館（前田7-15） - 蔵書数 150,000、一般市民利用可

札幌市学校図書館地域開放事業により、札幌市立前田北小学校・札幌市立前田中央小学校が学校図書館を開放している。

## 施設
- 手稲区総合庁舎（前田1-11）
  - 手稲区役所
  - 手稲区民センター
- 手稲郵便局（前田7-11）
- 手稲前田郵便局（前田6-16）
- 前田森林公園（手稲前田）
- 手稲稲積公園（前田1-5）
- 前田公園（前田7-11）
- 下手稲公園（前田5-13）